# Bolków (gmina)
Bolków est une gmina mixte du powiat de Jawor, Basse-Silésie, dans le sud-ouest de la Pologne. Son siège est la ville de Bolków, qui se situe environ 15 km au sud-ouest de Jawor et 70 km à l'ouest de la capitale régionale Wrocław.
La gmina couvre une superficie de 152,85 km2 pour une population de 11 047 habitants.

## Géographie
La gmina est bordée par la ville de Wojcieszów et les gminy de Dobromierz, Janowice Wielkie, Marciszów, Męcinka, Paszowice, Stare Bogaczowice et Świerzawa.